# Ralf Vogeding
Ralf Vogeding (* 4. März 1957 in Bramsche, Niedersachsen) ist ein deutscher Volkskundler. Er war von 1989 bis 2022 hauptamtlicher Leiter des Kreismuseums Syke.

## Leben
Aufgewachsen ist Ralf Vogeding in Bramsche. Nach dem Abitur 1977 in Bramsche und Ableistung des Wehrdienstes studierte er von 1978 bis 1986 an der Westfälischen Wilhelms-Universität in Münster und an der Philipps-Universität Marburg Kunstgeschichte, Volkskunde und Germanistik und schloss das Studium mit der Promotion ab. Danach arbeitete er am Schleswig-Holsteinischen Landesmuseum in Schleswig, u. a. in einem DFG-Projekt über Bauernhäuser. Von 1989 bis 2022 war Vogeding Leiter des Kreismuseums in Syke. Schwerpunkt seiner Arbeit sind regional- und alltagsgeschichtliche Forschungen. Er ist Verfasser bzw. Mitverfasser zahlreicher Schriften, vor allem zu Ausstellungen zu unterschiedlichen Themen.

## Schriften
- Lohndreschbetriebe und Maschinendrusch. Eine volkskundliche Untersuchung zur Mechanisierung einer landwirtschaftlichen Arbeit in Westfalen 1850–1970. Dissertation. Universität Münster 1988. Coppenrath, Münster 1989, ISBN 3-88547-312-7 (Beiträge zur Volkskultur in Nordwestdeutschland. Heft 63; Volltext als PDF).
- Kreismuseum Syke. Das Museum des Landkreises Diepholz. Isensee, Oldenburg 1999, ISBN 3-89598-619-4 (Reihe Museen im Nordwesten).
- mit Eva Berger, Michael W. Brandt: KulturRouten Niedersachsen. Band 3: Region Osnabrücker Land, Emsland und Mittelweser. 2000.
- Rollenspiel. Edeltraut Rath: Rollen, Muster, Schablonen. Ausstellung Kreismuseum Syke, 17. August bis 14. September 2003. Texte Ralf Vogeding, Rainer Beßling, Gudrun Lichtenberger. Kreismuseum Syke, Syke 2003, ISBN 3-9805434-7-1.
- Natur – Skulptur – Natur. Susanne Specht. Bildhauersymposium 2003 Vorwerk Syke. Texte Rainer Beßling, Ralf Vogeding. Kreismuseum, Syke 2003.
- S-y-k-e. Michael Weisser: Sequenzen, Felder, Räume. Ausstellung Kreismuseum Syke, Mai/Juni 2004. Texte Ralf Vogeding, Rainer Beßling. Kreismuseum, Syke 2004, ISBN 3-934251-82-X.
- mit Sabine Hacke: Das Fahrtenbuch. Von der Geest durch das Moor und umgekehrt. Eine Tour zwischen den Museen entlang der Bundesstraße 51 mit Aufgaben, Spiel und Spaß für die ganze Familie. Erkundungsblätter für den Landkreis Diepholz. Hrsg.: Dümmer-Museum Lembruch und Kreismuseum Syk. Wagenfeld 2005.
- Skulpturen und Objekte im öffentlichen Raum in den Landkreisen Diepholz und Nienburg/Weser. Hrsg.: Landschaftsverband Weser-Hunte. Diepholz/Nienburg 2005.
- „Darf ich bitten“. Musik und Tanz auf dem Lande. In: Materialien zur Alltagsgeschichte, Hausforschung und Kultur im Landkreis Diepholz und benachbarten Regionen. Band 1: 2008. Hrsg.: Ralf Vogeding für das Kreismuseum Syke. Westermann, 2008, S. 9–28.
- 75 Jahre Kreismuseum Syke. 1938–2013. Hrsg.: Kreismuseum Syke, Syke 2013, ISBN 978-3-9808212-2-3.
- Bemerkenswerte Bauernhäuser in den Grafschaften Hoya und Diepholz. Photographien 1943/44 von Dr. Ing. Fritz Böse. Texte: Ralf Vogeding / Heinz Riepshoff. 2016, ISBN 978-3-9808212-6-1
- mit Angelika Stiller-Beer, Raymonde Decker und Heinz Riepshoff: Der Dorfschullehrer Kurt Pfaffenberg. Botaniker – Archäologe – Heimatforscher – Volkskundler. Syke 2019, ISBN 978-3-9808212-9-2.